# جون ريان (سياسي بريطاني)
جون ريان (بالإنجليزية: John Ryan)‏ هو سياسي بريطاني، ولد في 30 أبريل 1940، وتوفي في 26 مارس 2002. حزبياً، نشط في حزب العمال. في الانتخابات العامة في المملكة المتحدة 1966 ‏، انتخب عضو البرلمان الرابع والأربعون للمملكة المتحدة عن دائرة أوكسبريج (31 مارس 1966 – 29 مايو 1970).